# Niella Belbo
Niella Belbo (La-Niela-an-Belb in piemontese) è un comune italiano di 320 abitanti della provincia di Cuneo in Piemonte.

## Storia

### Simboli
Lo stemma comunale si presenta d'oro diaprato, alla lettera maiuscola N gotica di rosso. Il gonfalone è un drappo di bianco.

## Monumenti e luoghi di interesse

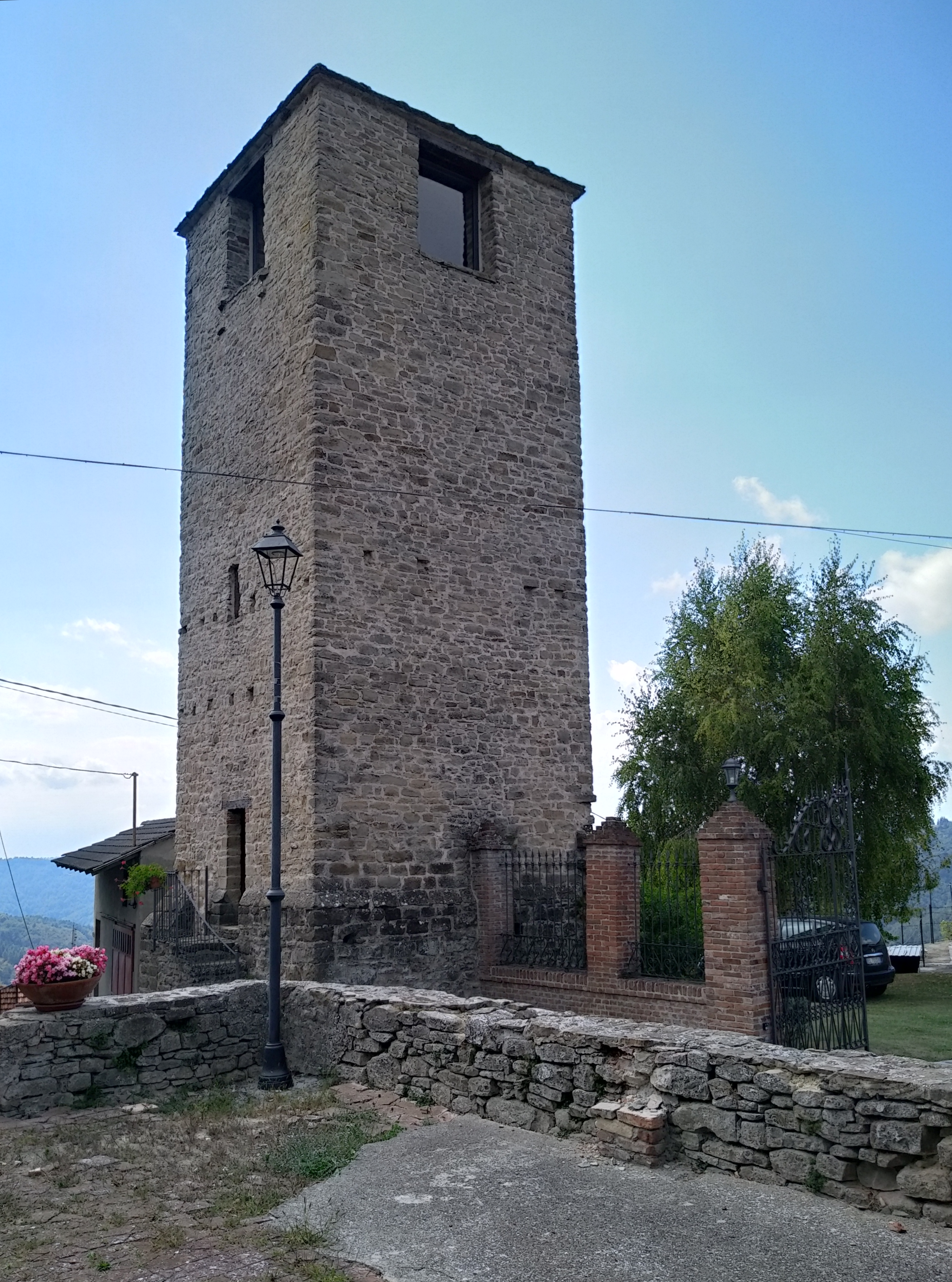
Torre medioevale

### Architetture religiose
- Chiesa di San Giorgio e Madonna della Neve, parrocchiale, testimoniata a partire dal 1574 ma il cui attuale aspetto venne determinato dalla ristrutturazione ottocentesca.[4]
- Santuario Madonna dei Monti, costruito tra il 1710 e il 1750; il progetto è attribuito all'architetto Francesco Gallo.[4]
- Cappella San Bernardino, risalente al 1664.[4]
- Croce monumentale, collocata non lontano dal Santuario della Madonna dei Monti e costruita nel 1900 in onore di Gesù Cristo Redentore.[4]

### Architetture civili
- Arco medievale detto dei francesi, che costituiva l'antica porta di accesso al borgo.[5]
- Torre medioevale, un tempo appartenente ad un castello oggi scomparso.[5]

## Società

### Evoluzione demografica
Negli ultimi sessanta anni, a partire dal 1961, la popolazione residente è dimezzata.
Abitanti censiti

## Amministrazione

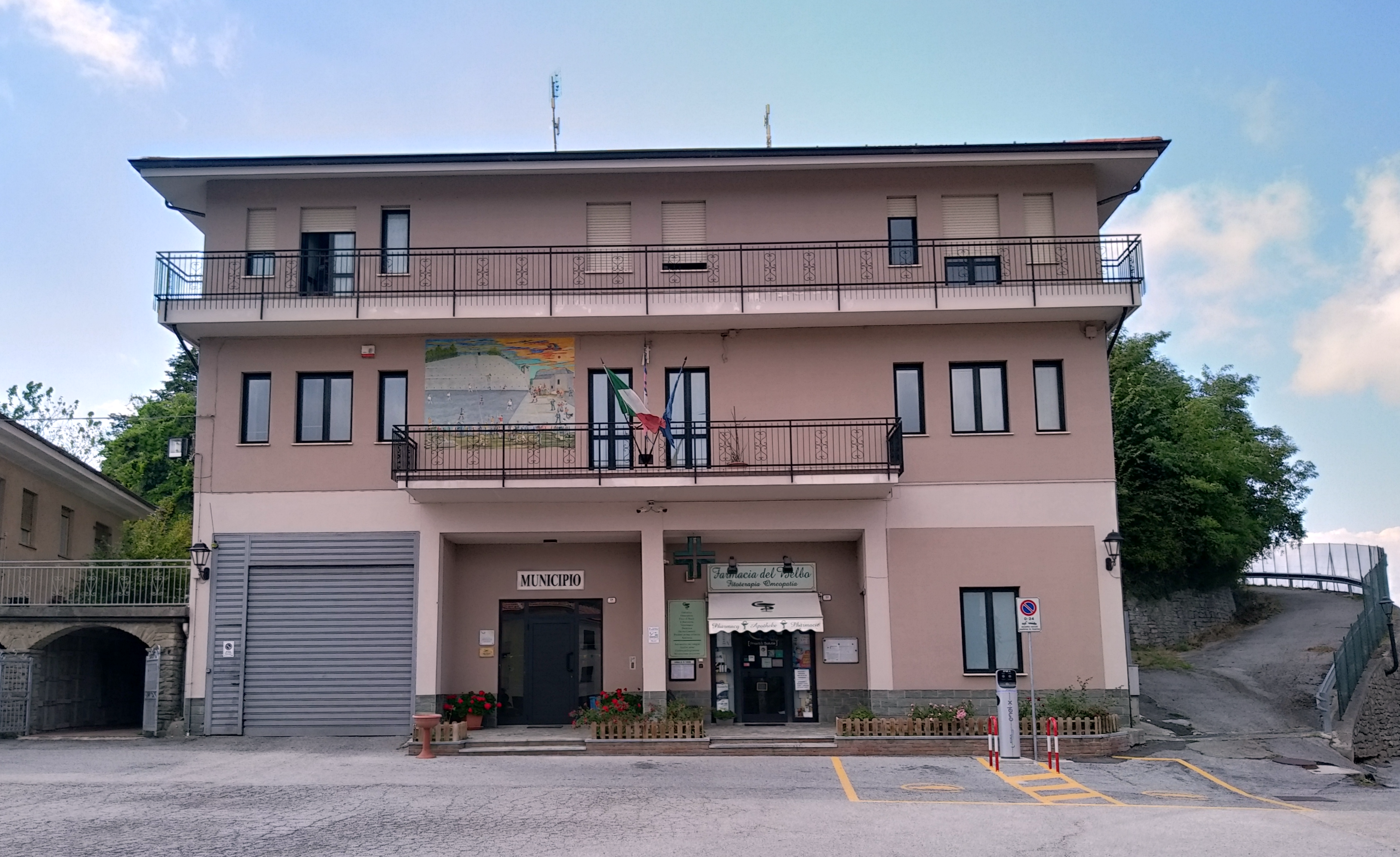
Il municipio

Di seguito è presentata una tabella relativa alle amministrazioni che si sono succedute in questo comune.
| Periodo        | Periodo        | Primo cittadino    | Partito                             | Carica  | Note  |
| -------------- | -------------- | ------------------ | ----------------------------------- | ------- | ----- |
| 24 maggio 1985 | 9 giugno 1990  | Luigi Taricco      | lista civica                        | Sindaco | [ 7 ] |
| 9 giugno 1990  | 24 aprile 1995 | Luigi Taricco      | lista civica                        | Sindaco | [ 7 ] |
| 24 aprile 1995 | 14 giugno 1999 | Giovanni Rosso     | -                                   | Sindaco | [ 7 ] |
| 14 giugno 1999 | 14 giugno 2004 | Giovanni Rosso     | lista civica                        | Sindaco | [ 7 ] |
| 14 giugno 2004 | 8 giugno 2009  | Germano Giacosa    | lista civica                        | Sindaco | [ 7 ] |
| 8 giugno 2009  | 26 maggio 2014 | Germano Giacosa    | lista civica                        | Sindaco | [ 7 ] |
| 4 giugno 2014  | 26 maggio 2019 | Alberto Giacosa    | lista civica: Niella fiore di Langa | Sindaco | [ 7 ] |
| 27 maggio 2019 | in carica      | Emanuele Sottimano | lista civica: Insieme per Niella    | Sindaco |       |

### Altre informazioni amministrative
Il comune faceva parte della comunità montana Alta Langa e Langa delle Valli Bormida e Uzzone.